# Friedrich Philipp Wilhelm von Malapert-Neufville
Friedrich Philipp Wilhelm von Malapert gen. von Neufville (ab 1792 Freiherr von) (* 30. September 1784 in Frankfurt am Main; † 22. Mai 1852 in Batignolles-Monceaux) war ein deutscher Jurist und Politiker. Er war Älterer Bürgermeister der Freien Stadt Frankfurt.
Friedrich Philipp Wilhelm von Malapert war der Sohn des Schöffen, Senator und Bürgermeister in Frankfurt am Main, Friedrich Wilhelm Freiherr von Malapert gen. von Neufville (* 26. April 1755 in Frankfurt am Main; † 2. Januar 1818 ebenda) und dessen Ehefrau Susanna Elisabeth geborene Schneider (* 4. Mai 1756 in Frankfurt am Main; † 26. April 1831 ebenda). Der Landesregierungsdirektor Wilhelm Gustav Adolf Freiherr von Malapert gen. von Neufville (1787–1862) war sein Bruder. Der Vater erhielt am 11. April 1792 die kaiserliche Bestätigung der Erhebung in den erblichen Reichsfreiherrenstand und die Namens- und Wappenvereinigung von de Neufville und von Malapert.
Friedrich Philipp Wilhelm von Malapert war Jurist in der Reichsstadt Frankfurt. Er war 1819 bis 1831 Syndicus und Appellationsgerichtsrat am Appellationsgericht Frankfurt am Main. 1816 war er Senator und 1820 bis 1831 Schöffe im Senat der Freien Stadt Frankfurt. 1818 war er Jüngerer Bürgermeister, 1827 und 1830 Älterer Bürgermeister der Stadt. Dem Gesetzgebenden Körper gehörte er 1817, 1819 bis 1826 und 1829 an. 1827 und 1829 bis 1830 war er Präsident des Gesetzgebenden Körpers.